# Mohismus
Mohismus (Mojia 墨家) je starověká čínská filozofie etiky a logiky, racionálního myšlení a vědecké technologie vyvinutá učenci, kteří studovali pod vedením čínského filozofa Mociuse (asi 470 př. n. l. – asi 391 př. n. l.), ztělesněná ve stejnojmenné knize: Mozi.

## Filozofie Mohismu
Mohismus je nejznámější pro koncept "univerzální lásky" (čínsky: 兼愛; pinyin: jiān ài). Přesnější překlad 兼愛 je však "nestranná péče". Mocius kladl důraz na etiku před morálkou a zaměřoval se na nezaujatý zájem o všechny lidi bez ohledu na jejich vztahy nebo příslušnost. Na rozdíl od konfucianismu, který zdůrazňoval rodinnou a společenskou hierarchii, mohisté prosazovali stejnou péči pro všechny.
Filozofie mohismu se vyvinula přibližně ve stejné době jako konfucianismus, taoismus a zákonictví a byla jednou ze čtyř hlavních filozofických škol přibližně v letech 770–221 př. n. l. (během období jara, podzimu a válčících států). V té době byl mohismus považován za hlavního rivala konfucianismu. Zatímco jeho vliv přetrval, mohismus téměř zmizel jako nezávislá myšlenková škola, když se transformoval a integroval do sekt taoismu v důsledku kulturních transformací dynastie Čchin po roce 200 př. n. l.

## Kniha Mozi
Kniha Mistra Mo obsahuje klíčové doktríny mohismu, živé dialogy mezi Mistrem Mo a jeho následovníky, diskuse o starověkém válčení a mimořádnou sérii kapitol, které zahrnovaly první příklady logiky, dialektiky a epistemologie v čínské filosofie.
Kniha Mozi byla pravděpodobně napsána v průběhu přibližně dvou set let (zhruba ve 4. a 3. století př. n. l.) postupnými skupinami žáků a následovníků. V Chanšú 漢書 byl uveden v sedmdesáti jedna pian 篇, z nichž se dochovalo padesát tři. Nedochovaly se žádné rané komentáře a kniha byla po většinu císařské historie z velké části nedostupná: zatímco v 6. století mohlo existovat krátké vydání Mozi, zdá se, že všechna současná vydání pocházejí z Sungova exempláře, který je nyní ztracen. Mozi se znovu objevili v dynastii Ming, když byli zahrnuti do taoistického kánonu Čengtong (v roce 1447) a do projektu Sikuquanshu z konce 18. století. Kritické rekonstrukce na konci 19. století byly kvůli špatnému přenosu a poškození textu, zejména technické části, obtížné a často nejisté. Nejlépe zachované části Mozi obsahují politické a etické myšlenky, jako je odpor k plýtvání zdroji, fatalismu a agresivnímu válčení; Pozitivněji argumentují ve prospěch meritokracie, politické uniformity, inkluzivní péče, poslušnosti nebes a víry v existenci duchů. Tyto myšlenky – dnes označované jako "deset tezí" (šilun 十論) – byly prosazovány především v hlavních kapitolách (kap. 8–37) a také v pravděpodobně o něco pozdějších dialozích (kap. 46–50) a úvodních kapitolách (kap. 1–7). Zbytek knihy také následuje po hlavních kapitolách a je obtížnější jej interpretovat kvůli technickému obsahu a zkomolenosti textu: dialektické kapitoly (kap. 40–45) pojednávají hlavně o logice a vědě, zatímco kapitoly o obraně (kap. 52–71) obsahují vojenské obranné techniky (viz také Textové záležitosti).

## Galerie

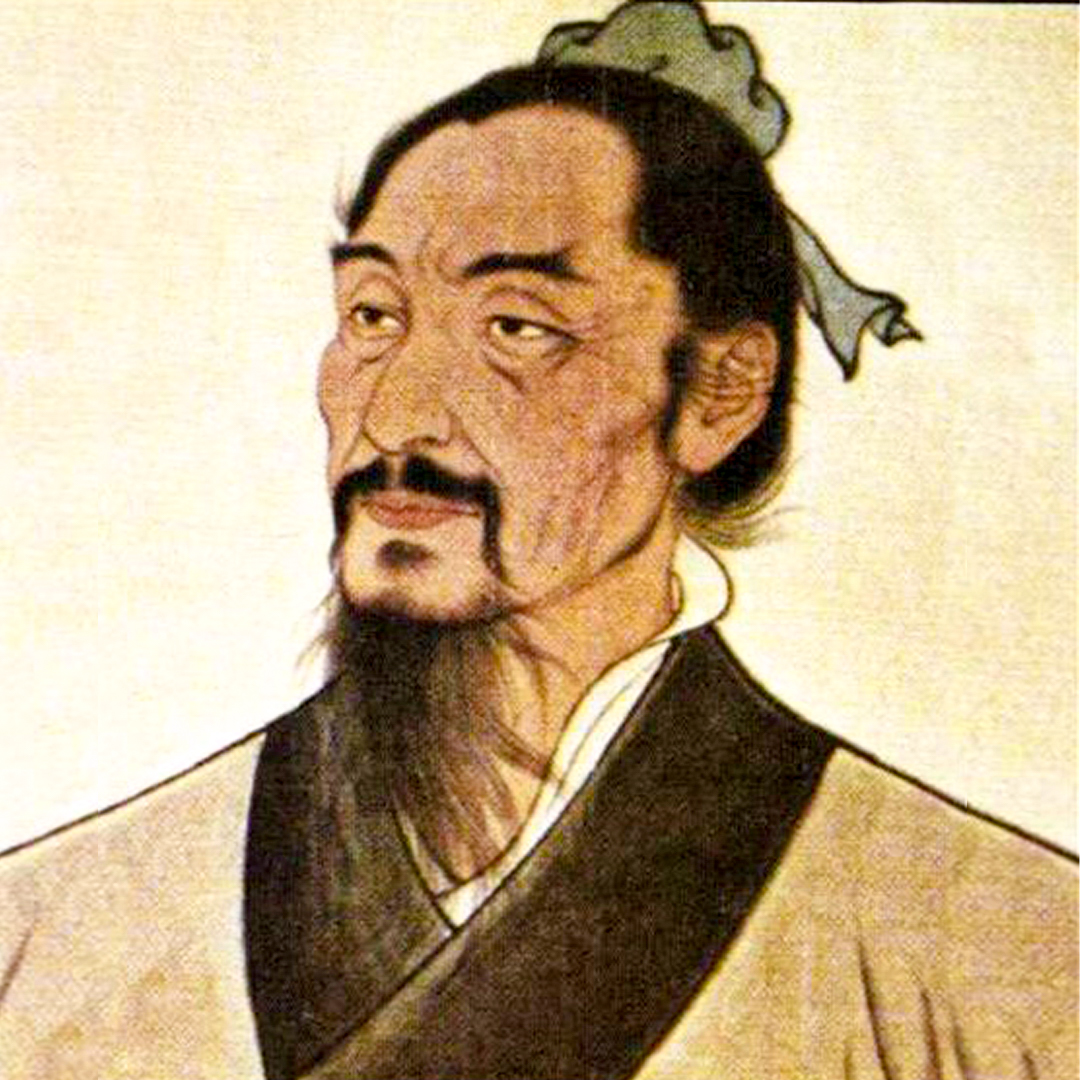
Mocius